# Круз, Картер
Ка́ртер Круз (англ. Carter Cruise, род. 24 апреля 1991 года) — американская порноактриса и модель.

## Биография
Круз родилась в Атланте (Джорджия), выросла в Кэри (Северная Каролина). В детстве она в основном обучалась дома, а также посещала старшую школу Кэри. В 2009 году поступила в Восточно-Каролинский университет, где изучала психологию и право. В университете она принимала активное участие в студенческой жизни, была членом студенческого братства. Но в конце 2013 года она бросила обучение, чтобы начать карьеру в порноиндустрии. До прихода в порноиндустрию также работала в Hooters и спасателем.

## Карьера
Летом 2013 года Круз впервые стала работать эротической моделью, а уже через пару недель начала работать в агентстве East Coast Talent и снялась в своей первой порнографической сцене.
В июне 2014 года подписала контракт с агентством Spiegler Girls. И в том же месяце её фотографии появились в журнале AVN.
В 2015 году Круз стала второй актрисой после Дженны Джеймсон, завоевавшей награды AVN в категориях «Лучшая новая старлетка» и «Лучшая актриса» в один год.
Кроме съёмок в порнофильмах, Круз начала карьеру диджея и продюсера, и 19 января 2015 году выпустила свой дебютный трек «DUNNIT».

## Награды и номинации

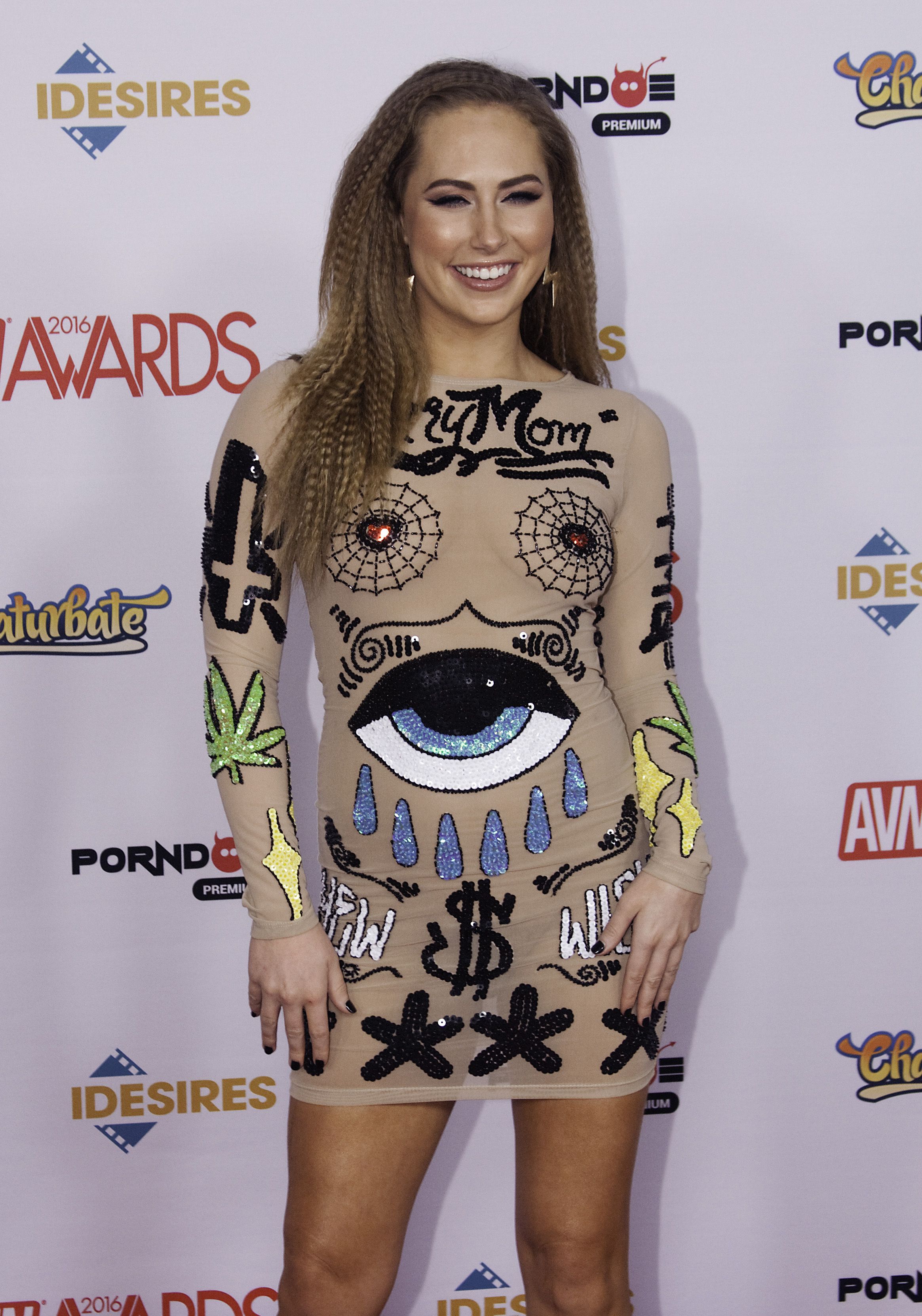
Круз на AVN Awards 2016

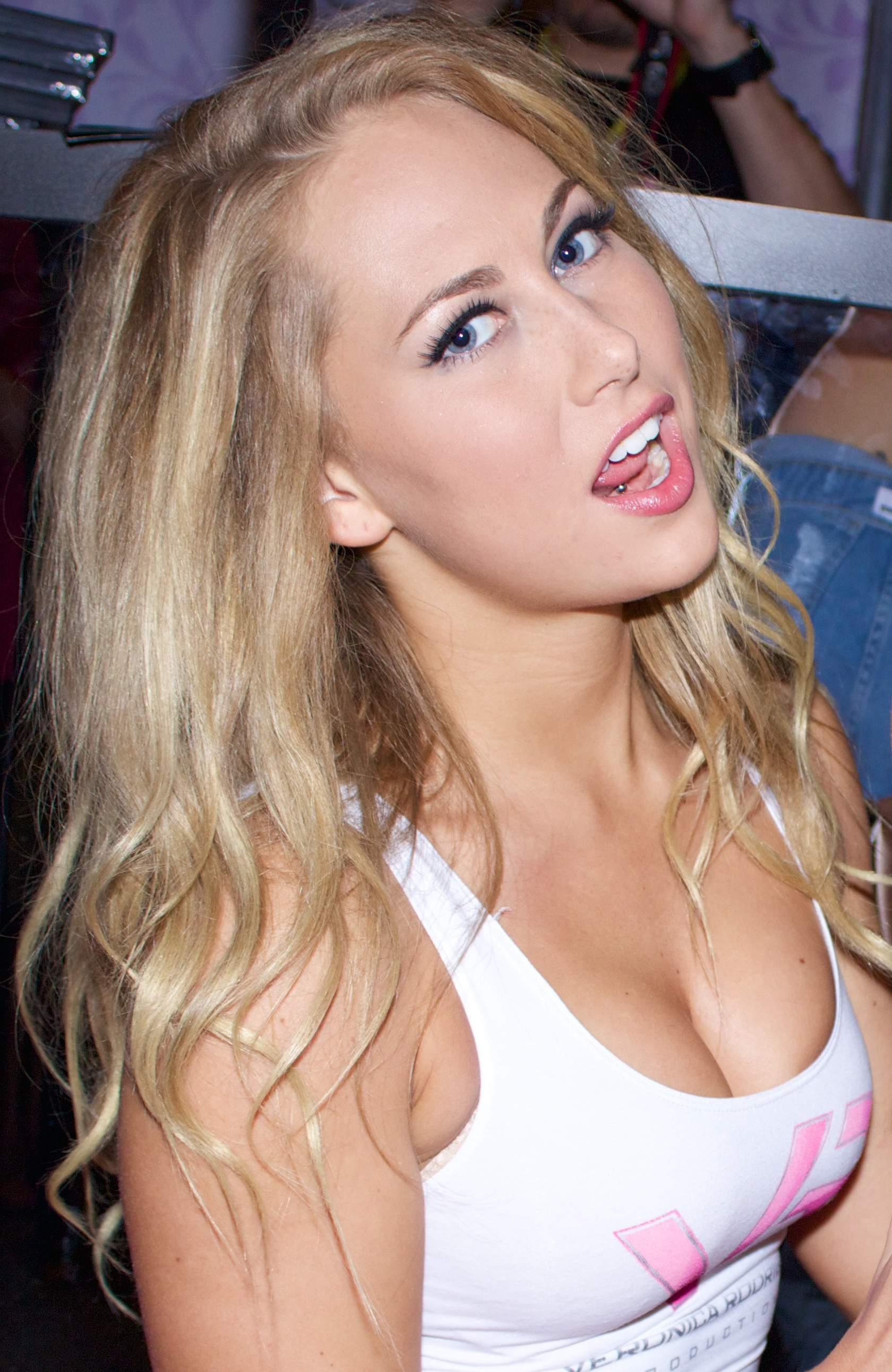
Круз на EXXXOTICA, Атлантик-Сити, 12 апреля 2014 года

| Год  | Награда          | Результат | Категория | Работа                                      |
| ---- | ---------------- | --------- | --- | ------------------------------------------- |
| 2014 | NightMoves Award | Победа    | Лучшая новая старлетка (Выбор фанатов)                                                                                           | н/д                                         |
| 2015 | AVN Award        | Победа    | Лучшая актриса | Second Chances                              |
| 2015 | AVN Award        | Номинация | Лучшая сцена группового лесбийского секса (с Самантой Сэйнт и Пенни Пакс)                                                        | Cinderella XXX: An Axel Braun Parody        |
| 2015 | AVN Award        | Номинация | Лучшая сцена группового лесбийского секса (с Аникой Элбрайт, Даной Деармонд, Сарой Лав, Мариной Эйнджел и Кэти Паркер)           | Twisted Fate                                |
| 2015 | AVN Award        | Номинация | Лучшая сцена двойного проникновения (с Рамоном Номаром и Эриком Эверхардом)                                                      | Meet Carter                                 |
| 2015 | AVN Award        | Номинация | Лучшая сцена группового секса (с Дэни Дэниелс, Кндис Дэйр, Аидрой Фокс, Джиллиан Дженсон и Мануэлем Ферраро)                     | Manuel Ferrara’s Reverse Gangbang 2         |
| 2015 | AVN Award        | Победа    | Лучшая новая старлетка | н/д                                         |
| 2015 | AVN Award        | Номинация | Лучшая сцена орального секса (с Пенни Пакс)                                                                                      | Cinderella XXX: An Axel Braun Parody        |
| 2015 | AVN Award        | Номинация | Лучшая сцена триолизма — М/М/Ж (с Ван Вилдом и Куртом Локвудом)                                                                  | American Hustle XXX Porn Parody             |
| 2015 | XBIZ Award       | Победа    | Лучшая новая старлетка | н/д                                         |
| 2015 | XBIZ Award       | Победа    | Лучшая актриса—Полнометражный фильм                                                                                              | Second Chances                              |
| 2015 | XBIZ Award       | Номинация | Лучшая актриса—Релиз для пар | Happy Anniversary                           |
| 2015 | XBIZ Award       | Победа    | Лучшая актриса—Лесбийское порно                                                                                                  | Lesbian Vampire Academy                     |
| 2015 | XBIZ Award       | Номинация | Лучшая актриса второго плана | American Hustle XXX                         |
| 2015 | XBIZ Award       | Номинация | Лучшая сцена — Полнометражный фильм (с Чадом Уайтом)                                                                             | Second Chances                              |
| 2015 | XBIZ Award       | Номинация | Лучшая сцена — только девушки (с Эй Джей Эпплгейт)                                                                               | Fucking Girls 8                             |
| 2015 | XRCO Award       | Номинация | Лучшая актриса | Second Chances                              |
| 2015 | XRCO Award       | Победа    | Новая старлетка | н/д                                         |
| 2015 | XRCO Award       | Номинация | Кремовая мечта | н/д                                         |
| 2015 | XRCO Award       | Номинация | Оргазмический оралист | н/д                                         |
| 2016 | AVN Award        | Номинация | Лучшая актриса | Waiting on Love                             |
| 2016 | AVN Award        | Номинация | Лучшая сцена группового лесбийского секса (с Адрианой Чечик, Еленой Йенсен и Тарой Морган)                                       | The Turning                                 |
| 2016 | AVN Award        | Номинация | Лучшая сцена анального секса (с Флэш Брауном)                                                                                    | Carter Cruise Obsession                     |
| 2016 | AVN Award        | Номинация | Лучшая сцена секса мужчина/женщина (с Дерриком Пирсом)                                                                           | Batman v Superman XXX: An Axel Braun Parody |
| 2016 | AVN Award        | Номинация | Лучшая сцена двойного проникновения (с Рамоном Номаром и Тони Рибасом)                                                           | All Access Carter Cruise                    |
| 2016 | AVN Award        | Номинация | Лучшая сцена секса женщина/женщина (с Джесси Эндрюс)                                                                             | Jessie Loves Girls                          |
| 2016 | AVN Award        | Номинация | Лучшая сцена группового секса (с Анникой Элбрайт, Скин Даймонд, Далией Скай, Адрианой Чечик и Миком Блю)                         | Mick Blue Is One Lucky Bastard              |
| 2016 | AVN Award        | Номинация | Лучшая сцена группового секса (с Биллом Бэйли, Крисом Строксом, Джесси джонсом, Джоном Стронгом, Марком Вудом и Рамоном Номаром) | Slut Puppies 9                              |
| 2016 | AVN Award        | Номинация | Лучшая сцена орального секса | Facialized 2                                |
| 2016 | AVN Award        | Победа    | Лучшая сцена триолизма — М/М/Ж (с Флэш Брауном и Джейсоном Брауном)                                                              | Carter Cruise Obsession                     |
| 2016 | AVN Award        | Номинация | Лучшая сцена триолизма — Ж/Ж/М (с Джессой Роудс и Мануэль Феррара)                                                               | Fluid 3                                     |
| 2016 | AVN Award        | Номинация | Исполнительница года | н/д                                         |
| 2016 | AVN Award        | Номинация | Главная звезда года | н/д                                         |
| 2018 | AVN Award        | Номинация | Лучшая сцена группового лесбийского секса (с Эбигейл Мэк, Мелиссой Мур, Еленой Йенсен и Джорджией Джонс)                         | Vampires                                    |